# Xcambó
Xcambó (X'Cambó) es un yacimiento arqueológico de la cultura maya en la costa del noreste de Yucatán, México, el cual fue durante la época prehispánica una ciudad costera y centro salinero con un auge en el periodo clásico maya. Xcambó ocupó una posición geográfica costera estratégica dentro de una ruta comercial dependiente de Izamal que le brindó una función de control sobre centros mayas de extracción de sal localizados sobre la costa como los de Xtampú y también fue un puerto de importación e intercambio de bienes y recursos marítimos provenientes de regiones distantes del área maya. El sitio lo integran diversas pirámides, basamentos ceremoniales y habitacionales así como también diversas estructuras utilizadas para el depósito de sal y otros materiales.
En la actualidad, es también considerado un sitio de peregrinaje para los habitantes del poblado aledaño de Dzemul, dentro de la zona arqueológica se encuentra una capilla edificada sobre un basamento prehispánico en el que según la tradición oral tuvo aparición una virgen, conocida como la virgen de Xcambó.

## Ubicación
Xcambó se encuentra ubicado a 2 km de la costa en el municipio de Dzemul en el estado mexicano de Yucatán cerca de la carretera Progreso-Telchac, a aproximadamente 6 km del poblado de Telchac Puerto y a 40 km al norte de la ciudad de Mérida.

## Arquitectura
Es considerada por los expertos como una de los yacimientos de mayor extensión en la costa norte peninsular, contando con edificios de grandes dimensiones. Se asienta sobre el bosque húmedo de la ciénaga, a solo 2 kilómetros de la costa del Golfo de México, en el norte de la península, aproximadamente 40 km al noreste de la ciudad de Mérida, capital del estado de Yucatán.
La ciudad precolombina de Xcambó se ha definido como un puerto que fue importante para el desarrollo comercial y salinero de su época, principalmente durante el  periodo clásico temprano.
En el yacimiento se encuentra una plataforma llamada el Templo de la Cruz, basamento escalonado con una cruz en su parte superior. También otro basamento en cuya parte superior está el denominado el Templo de los Sacrificios, así como un cierto número de enterramientos que al descubrirse se encontraron con ofrendas ricas en cerámica foránea (polícromos de Guatemala y figurillas femeninas de la isla de Jaina).

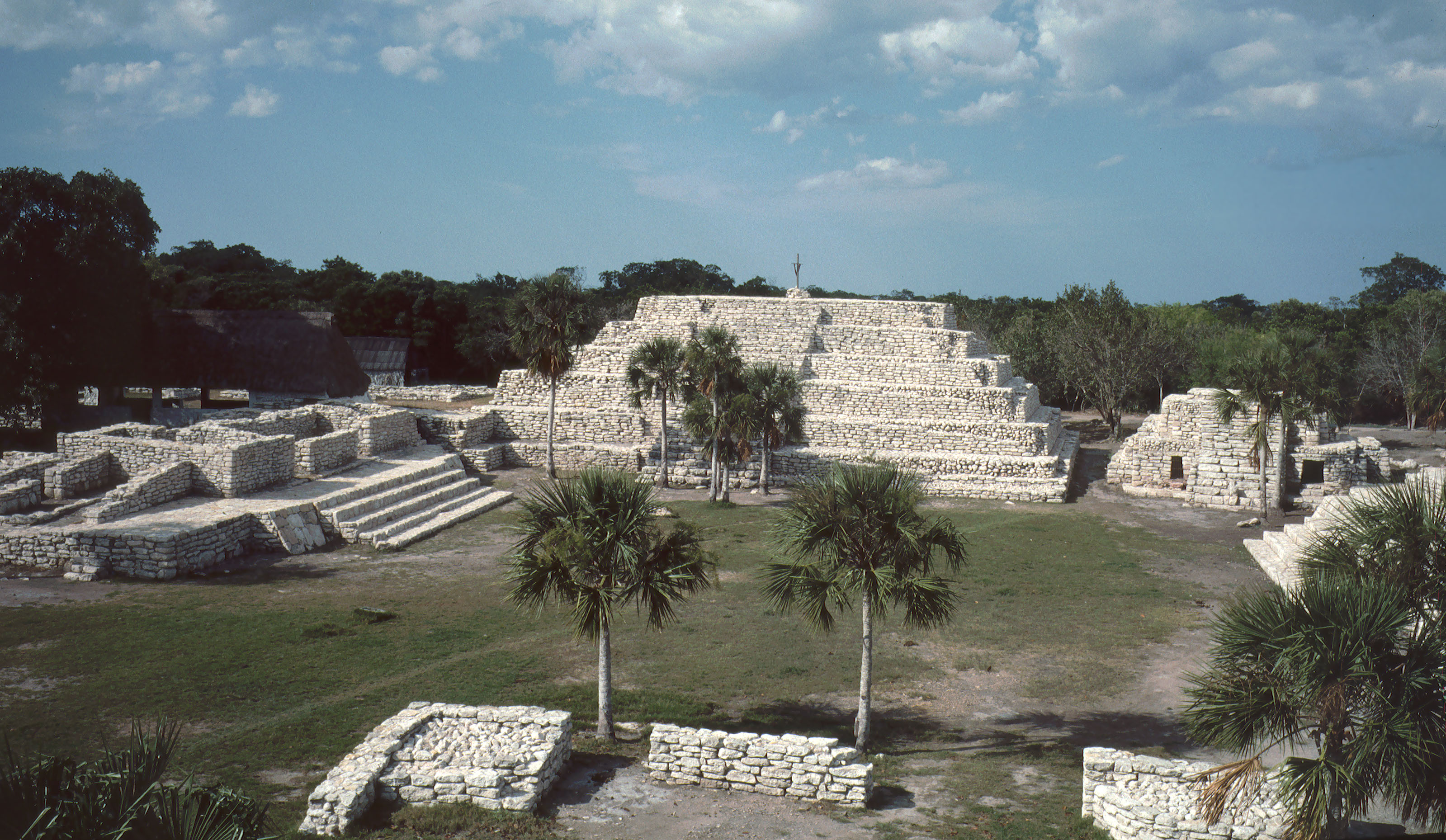
Yacimiento de Xcambó. Templo de los Sacrificios.

## Historia
Varios hallazgos arqueológicos indican que la ocupación y población de Xcambó inició desde el periodo preclásico tardío alrededor de los años 100 a. C. al 200 d. C., siendo edificado sobre un petén por las características y recursos que le facilitaba a sus habitantes y también por representar una posición estratégica para facilitar las comunicaciones con sitios aledaños, dentro del sitio se han encontrado numerosas muestras tempranas de cerámica. Se han identificado distintas etapas constructivas dentro de los edificios. Fue en el periodo Clásico temprano, alrededor de los años 300 al 550 d. C. cuando Xcambó comenzó una gran etapa de desarrollo y crecimiento, cuyo estatus como el puerto principal de la costa del noreste de la Peninsula de Yucatán así como su extracción de sal le brindaron una gran prosperidad durante esta fase, se conectaba hacia varios sitios y centros dependientes a Izamal por medio de caminos de sacbé. Durante el posclásico, luego del abandono del sitio las estructuras ceremoniales siguieron siendo utilizadas como lugares de culto.
Fue documentado por primera vez en 1974 durante una larga expedición arqueológica del programa Atlas Arqueológico de Yucatán.  

## Toponimia
(del maya: Xcambó: el lugar de la virgen o de la doncella, o de la luna menguante).

## Galería

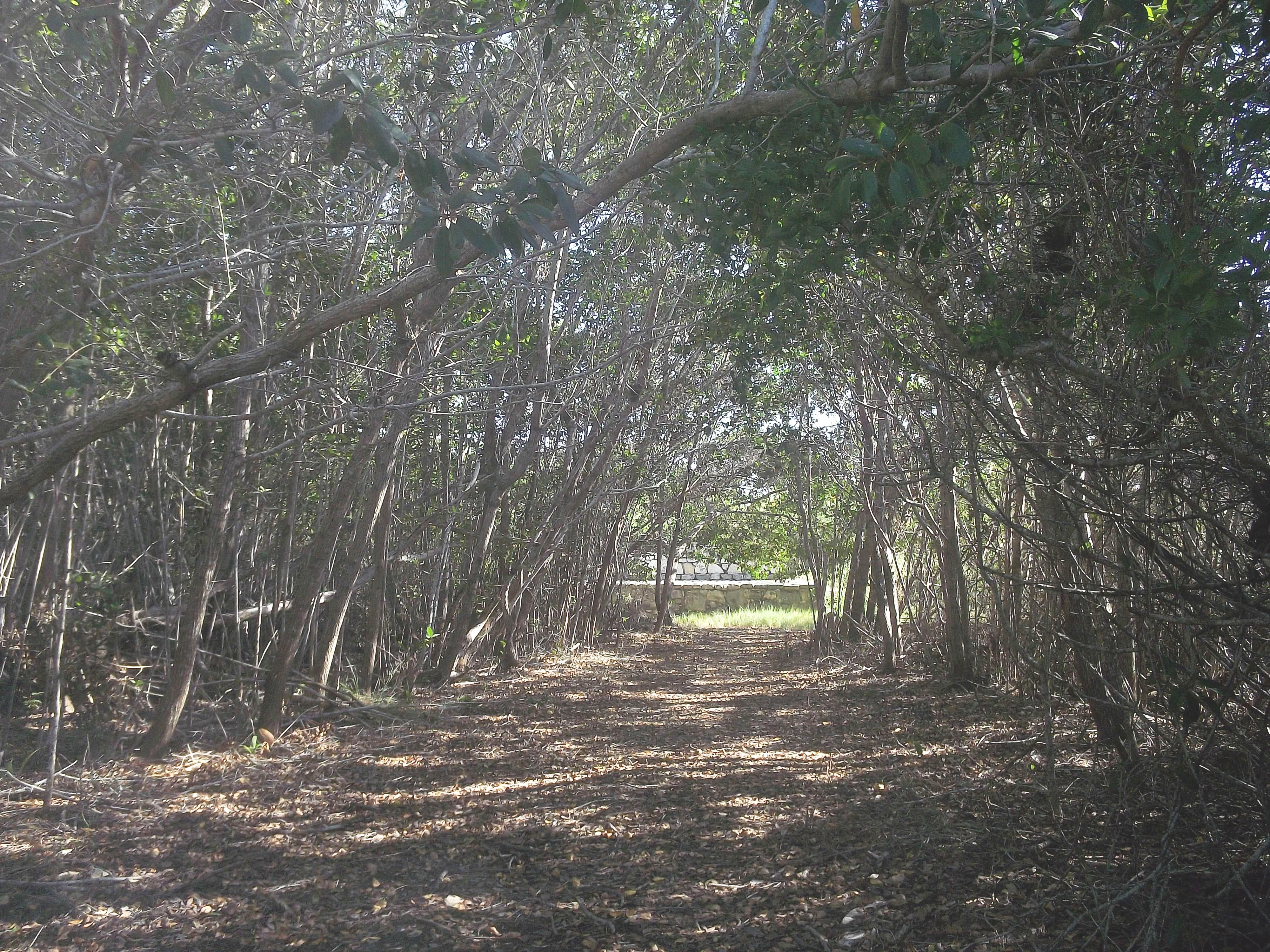
Estructura.
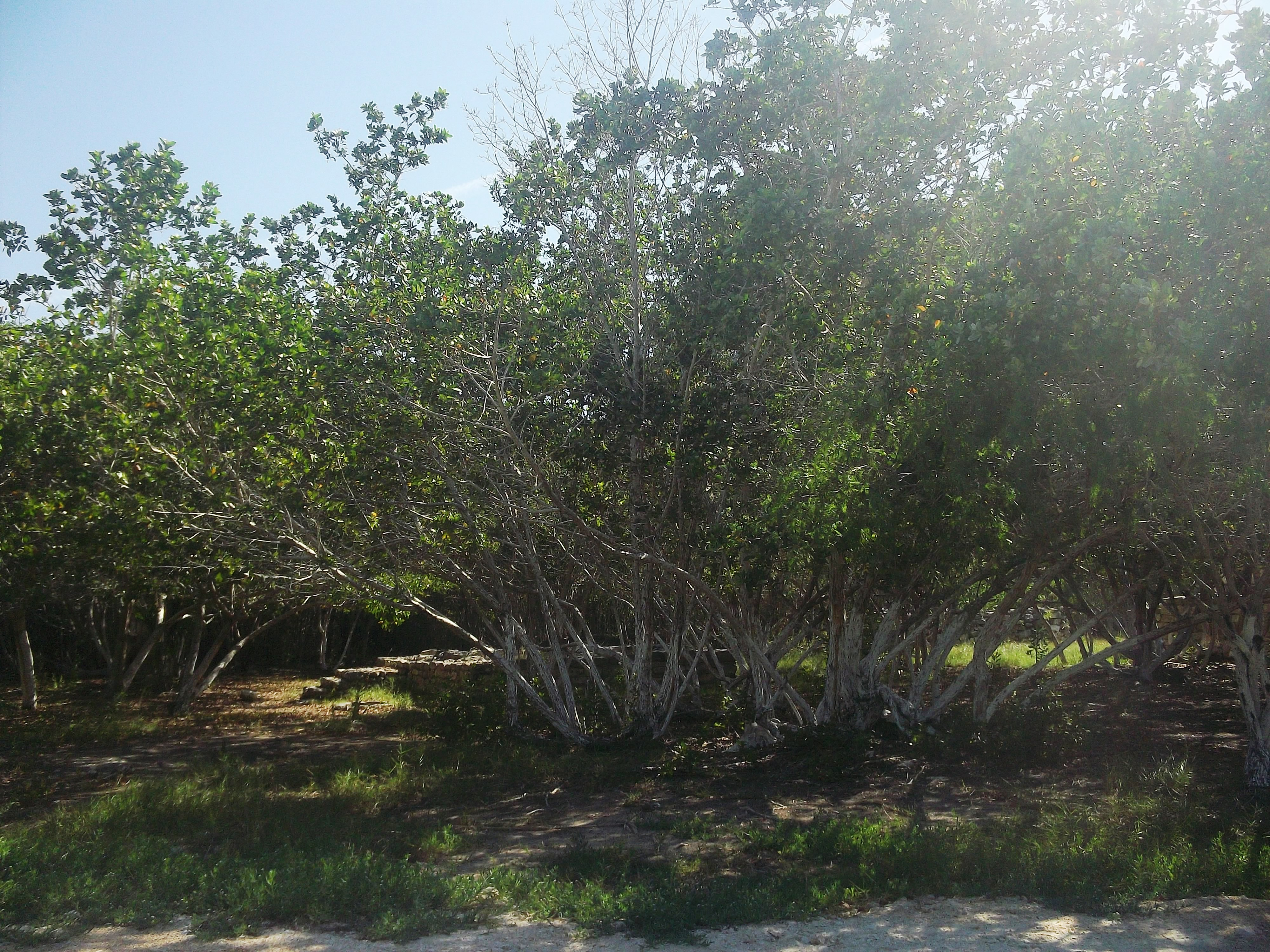
Estructura.
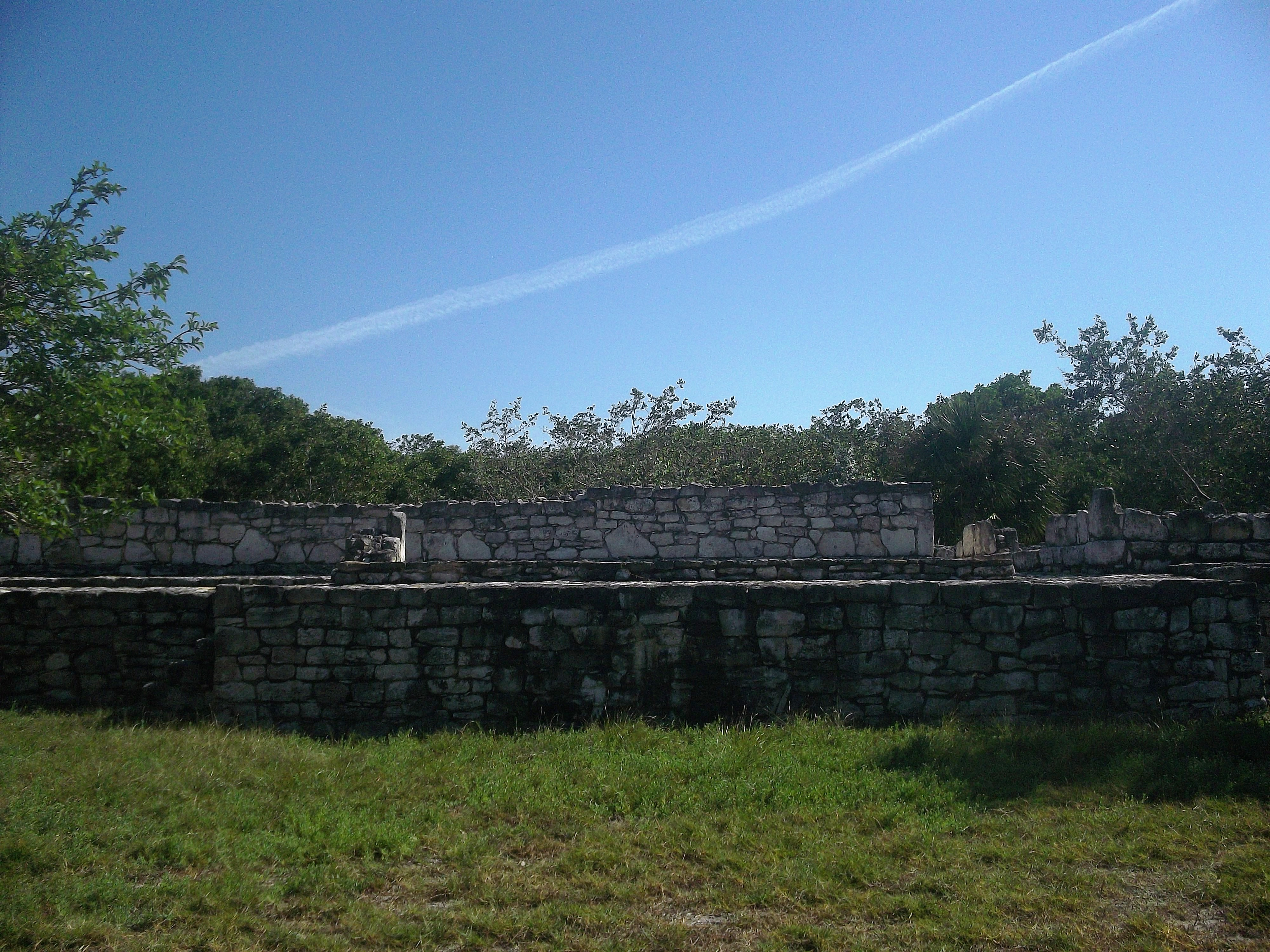
Estructura.
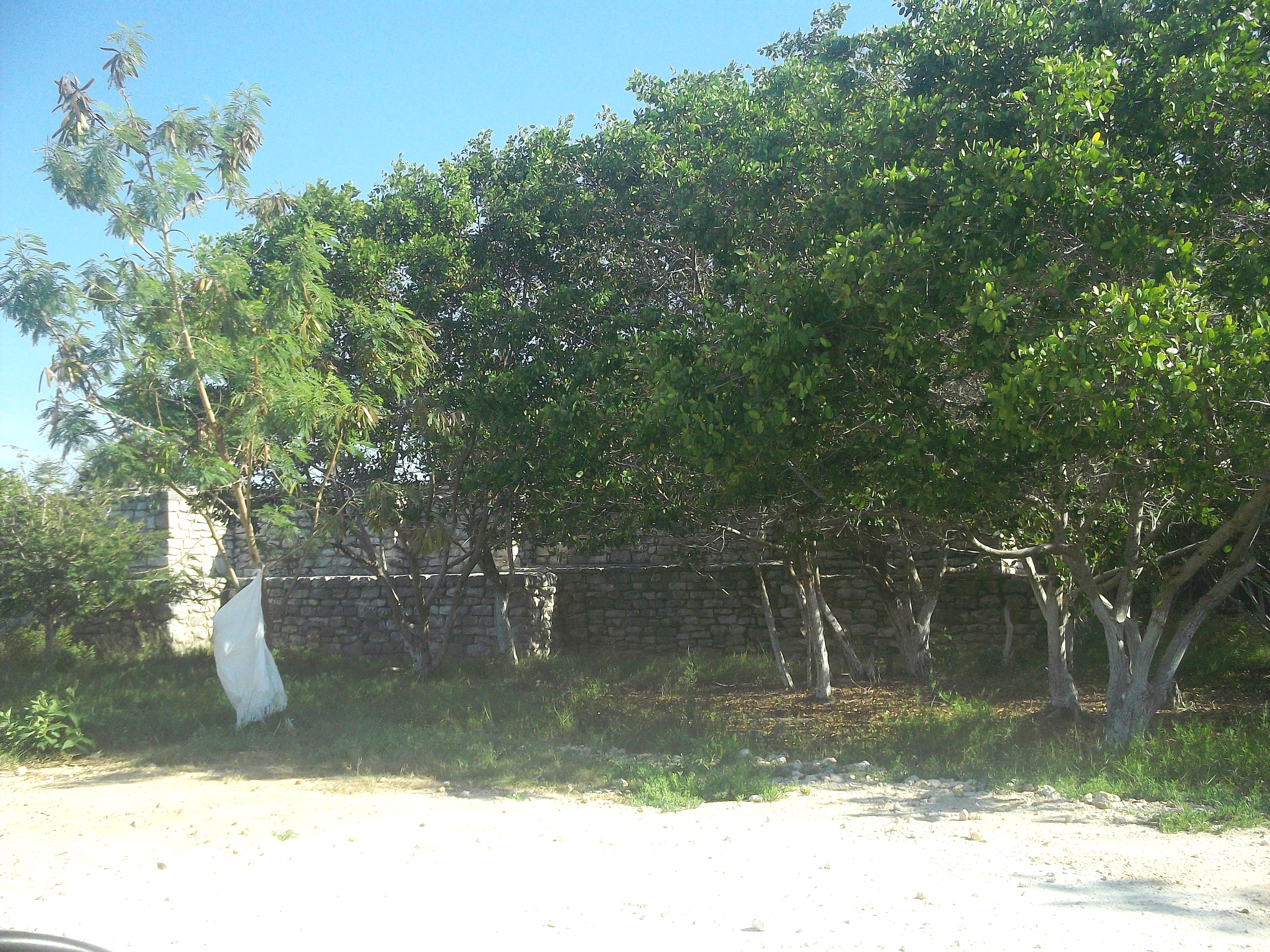
Estructura.
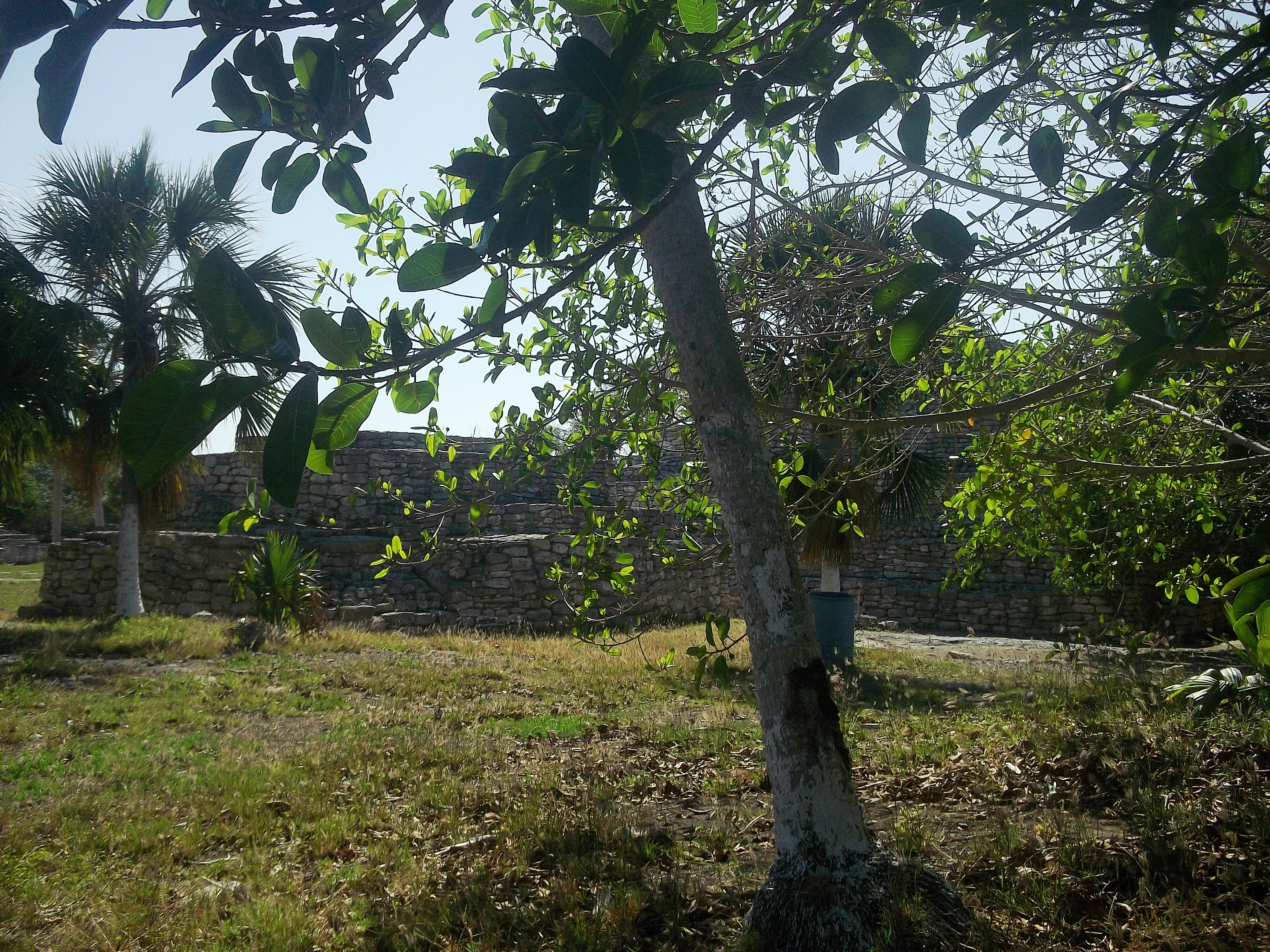
Templo de los Sacrificios.
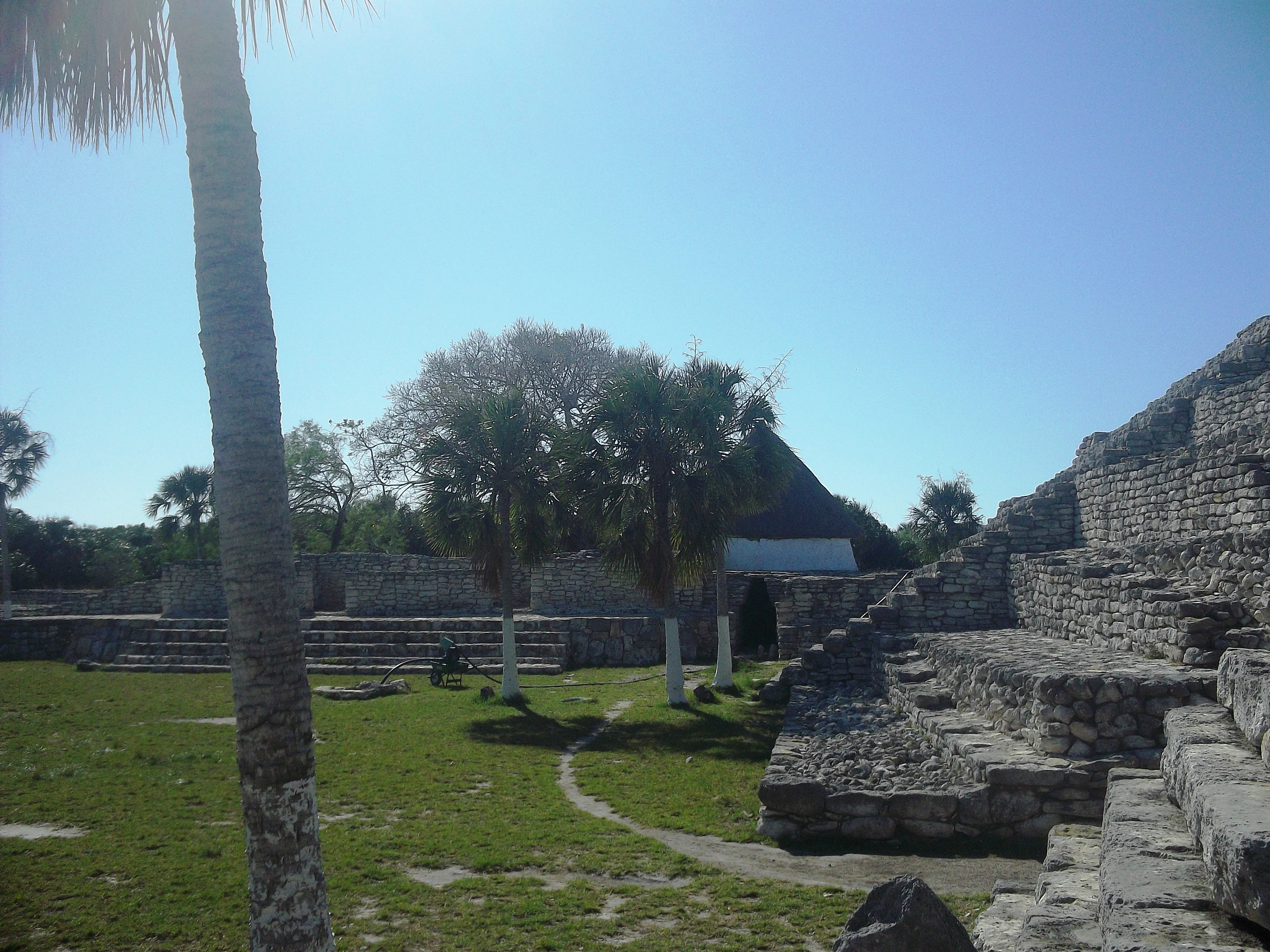
Templo de la Virgen.
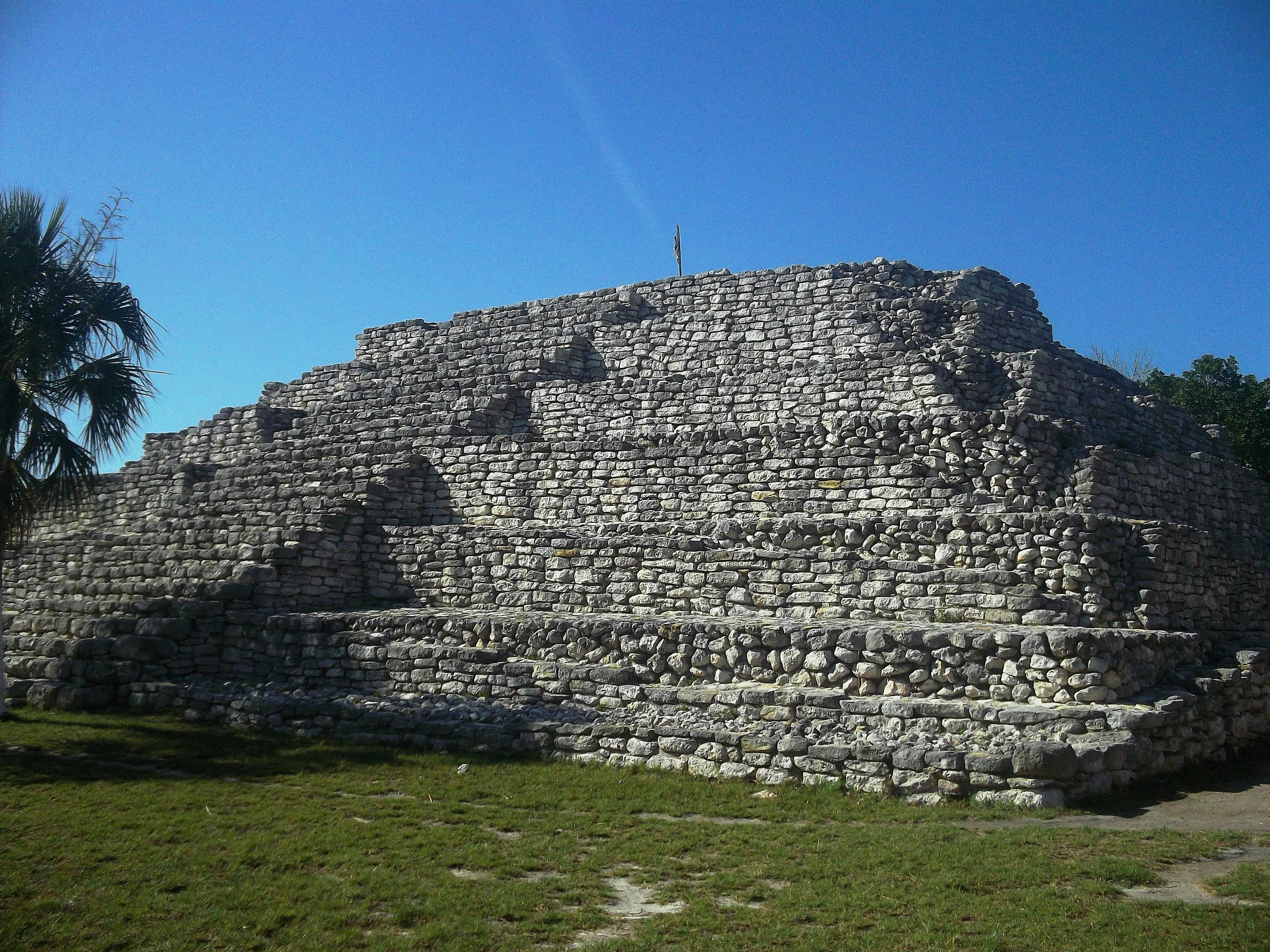
Templo de la Cruz.
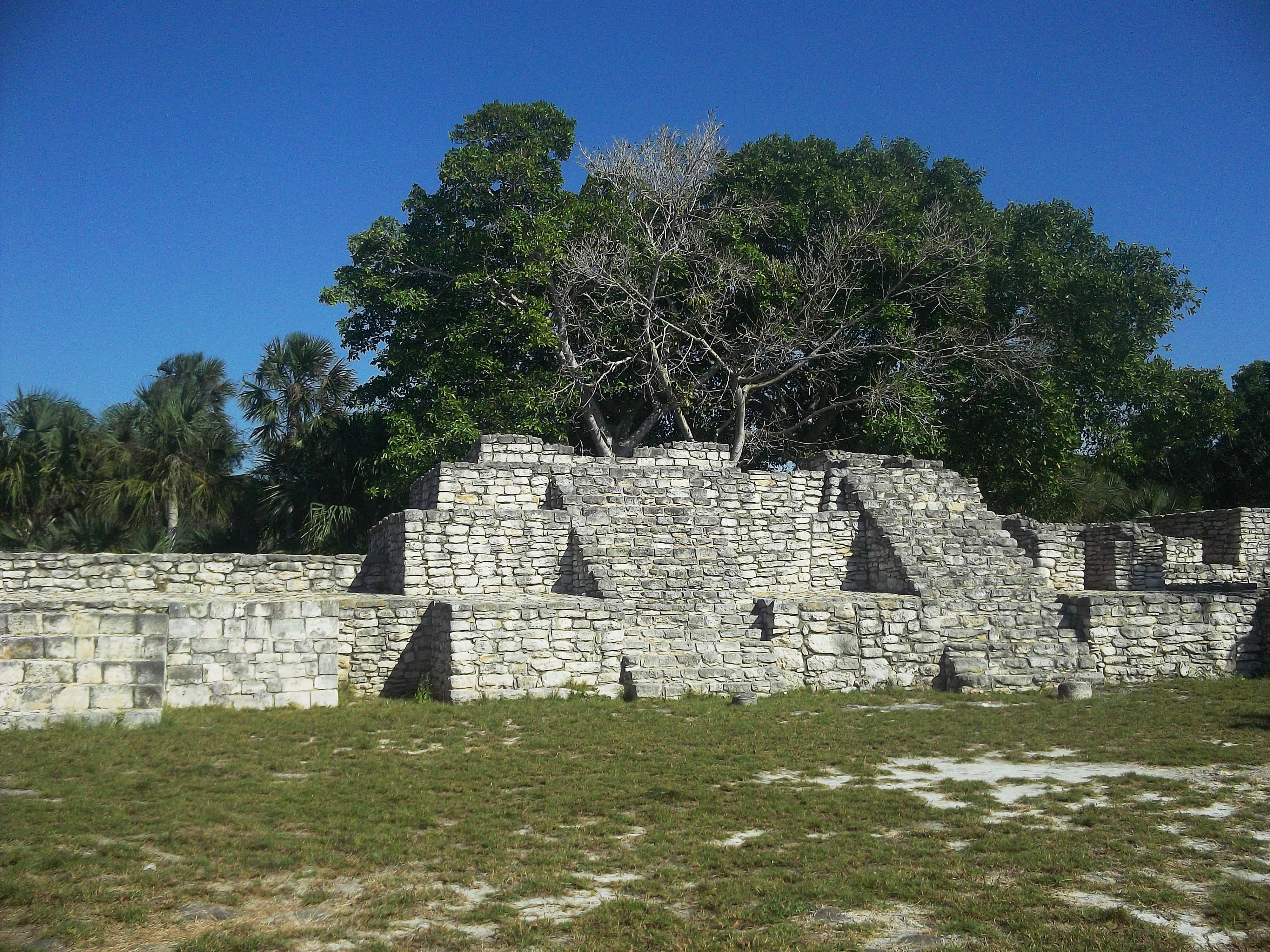
Plataforma.
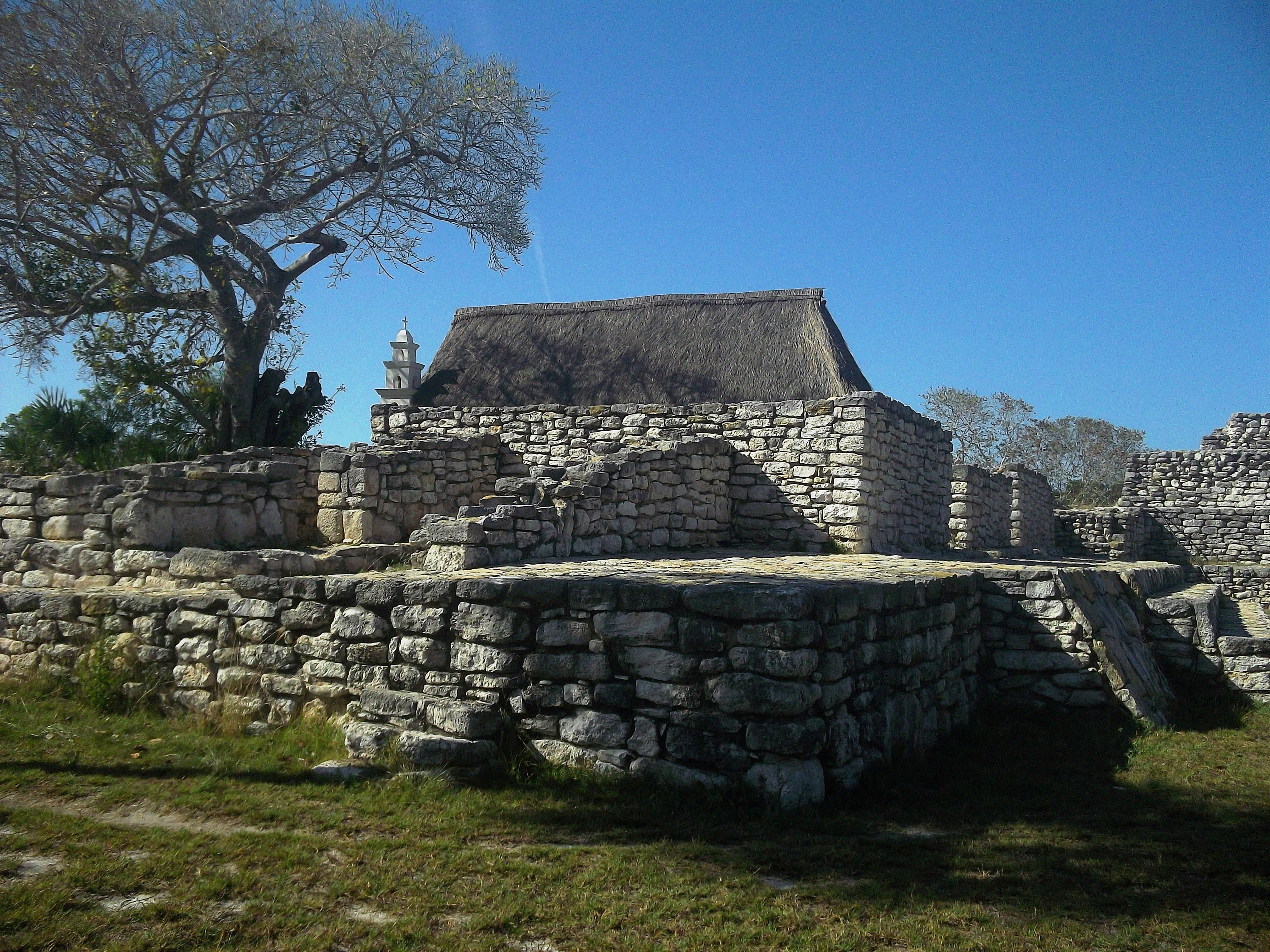
Templo de la Virgen.
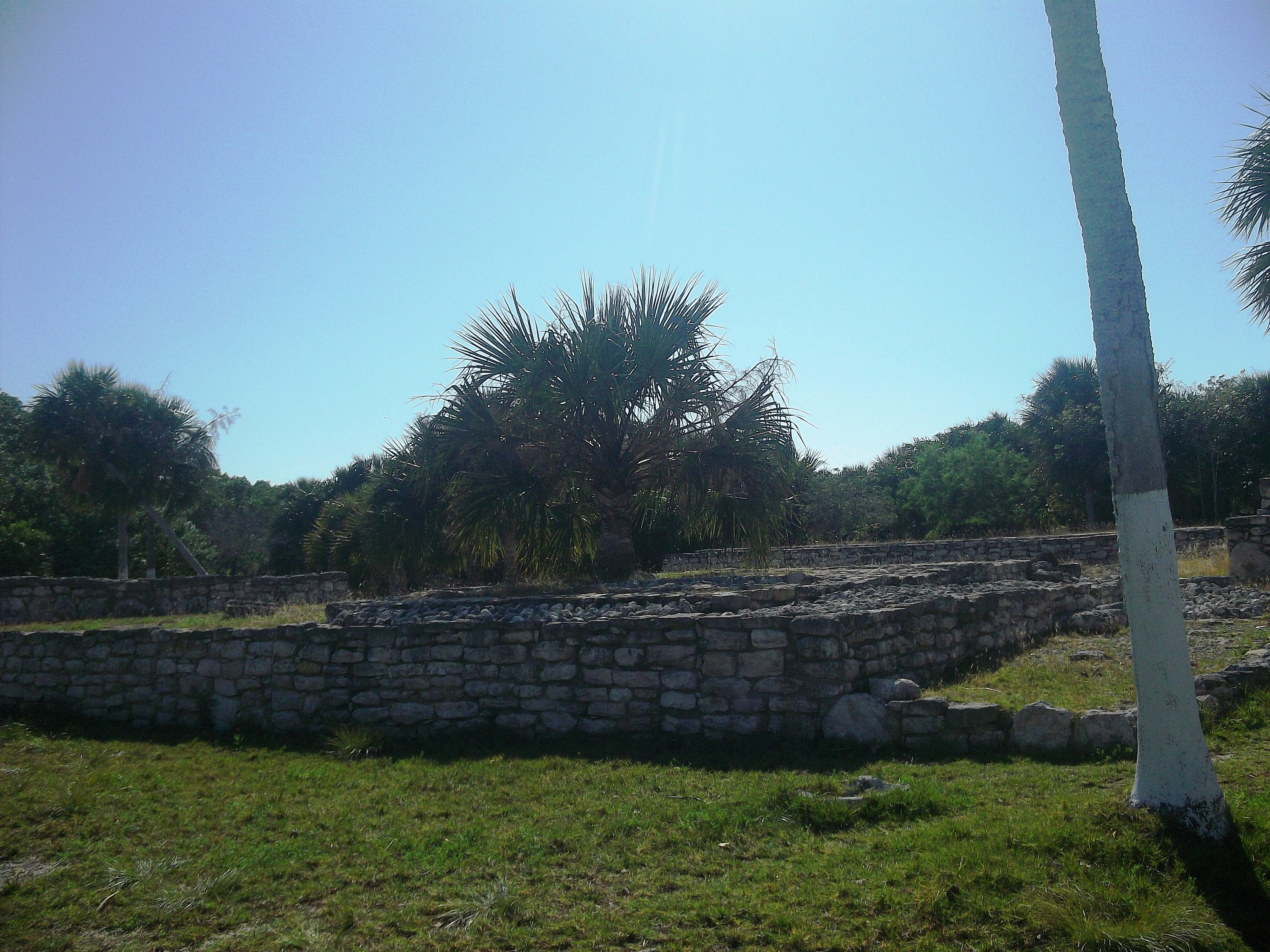
Unidad residencial.
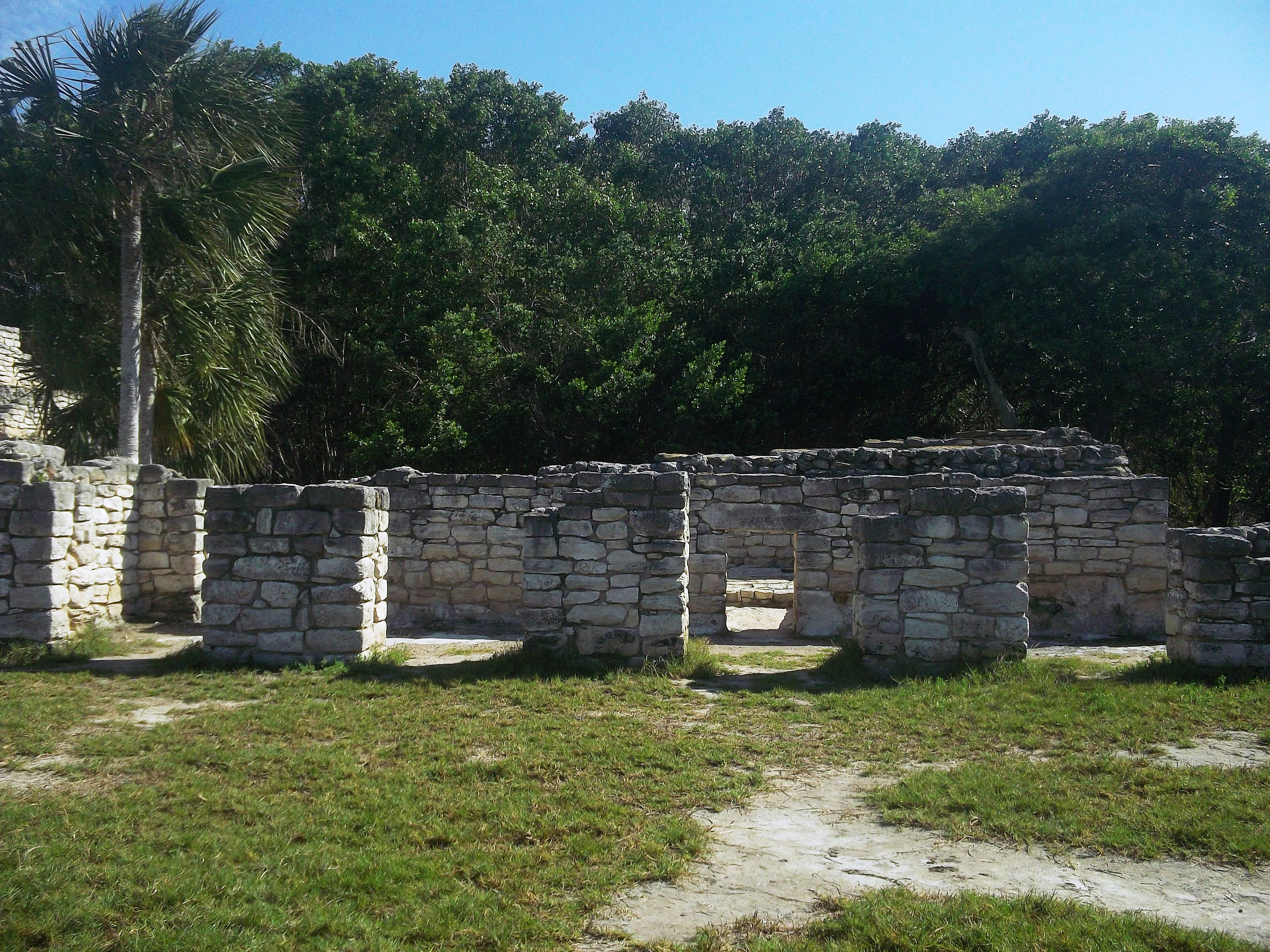
Estructura de plaza principal.
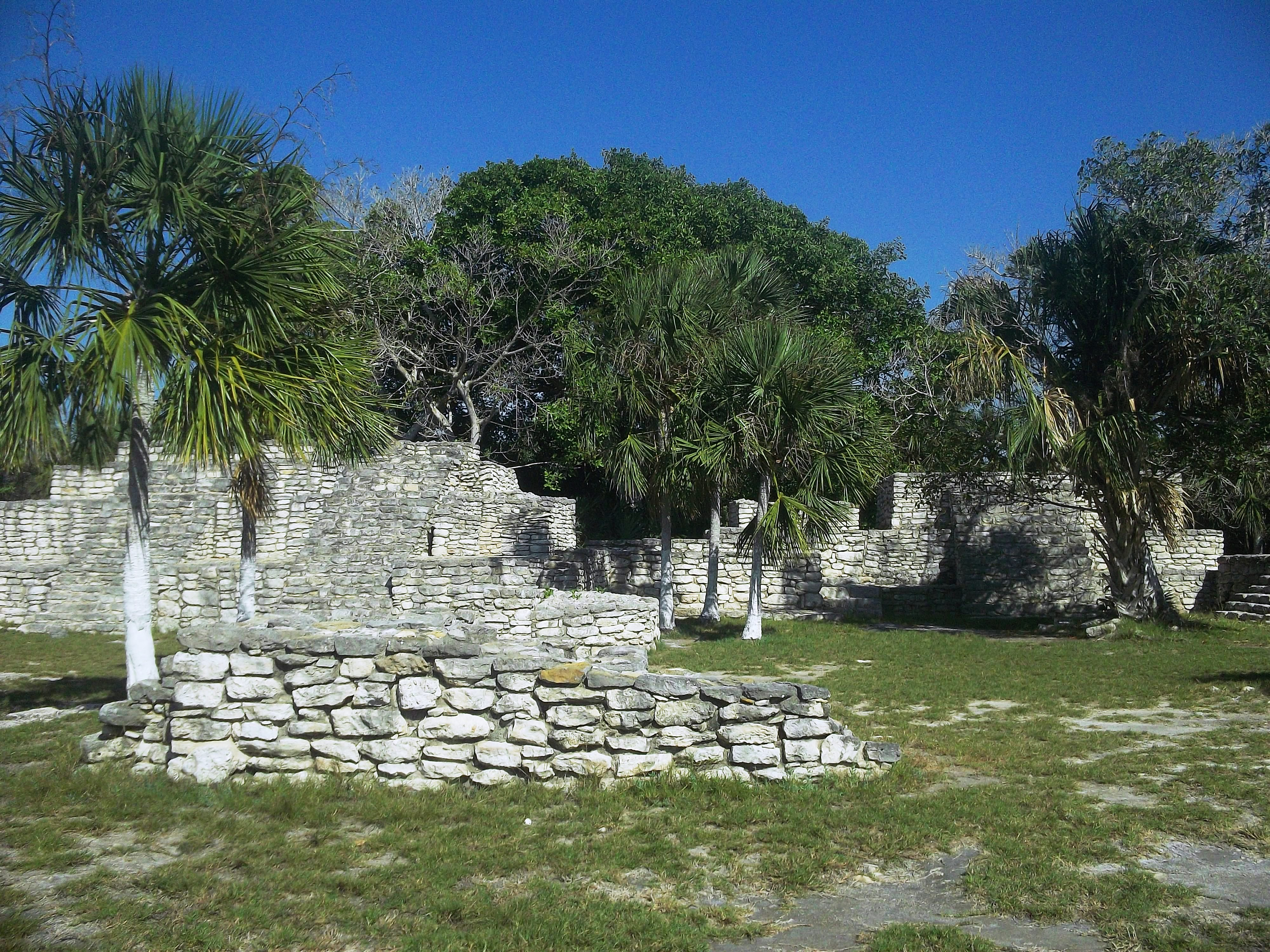
Baño de Vapor.
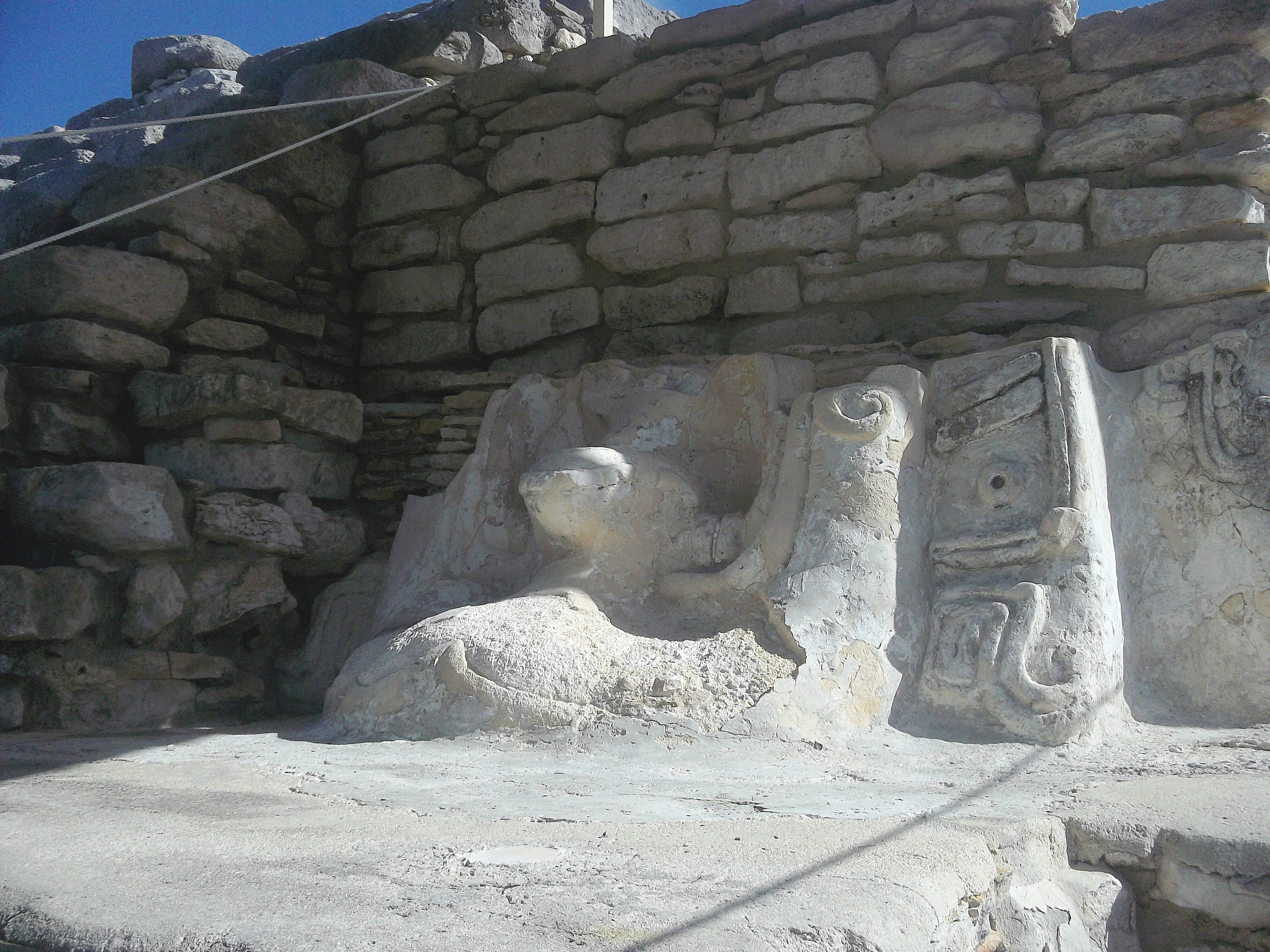
Mascarón.
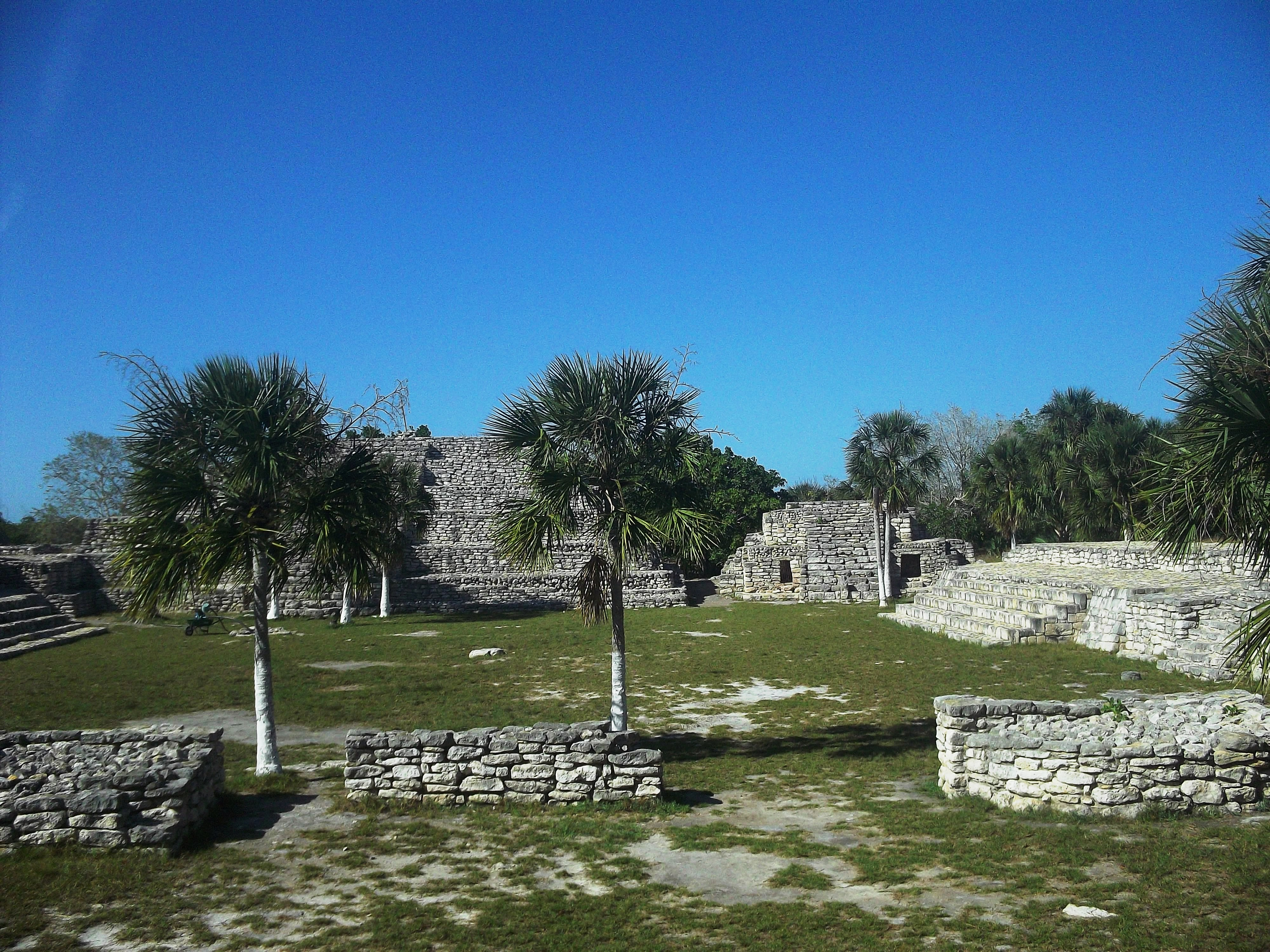
Templo de la Cruz. y Templo de los Sacrificios.
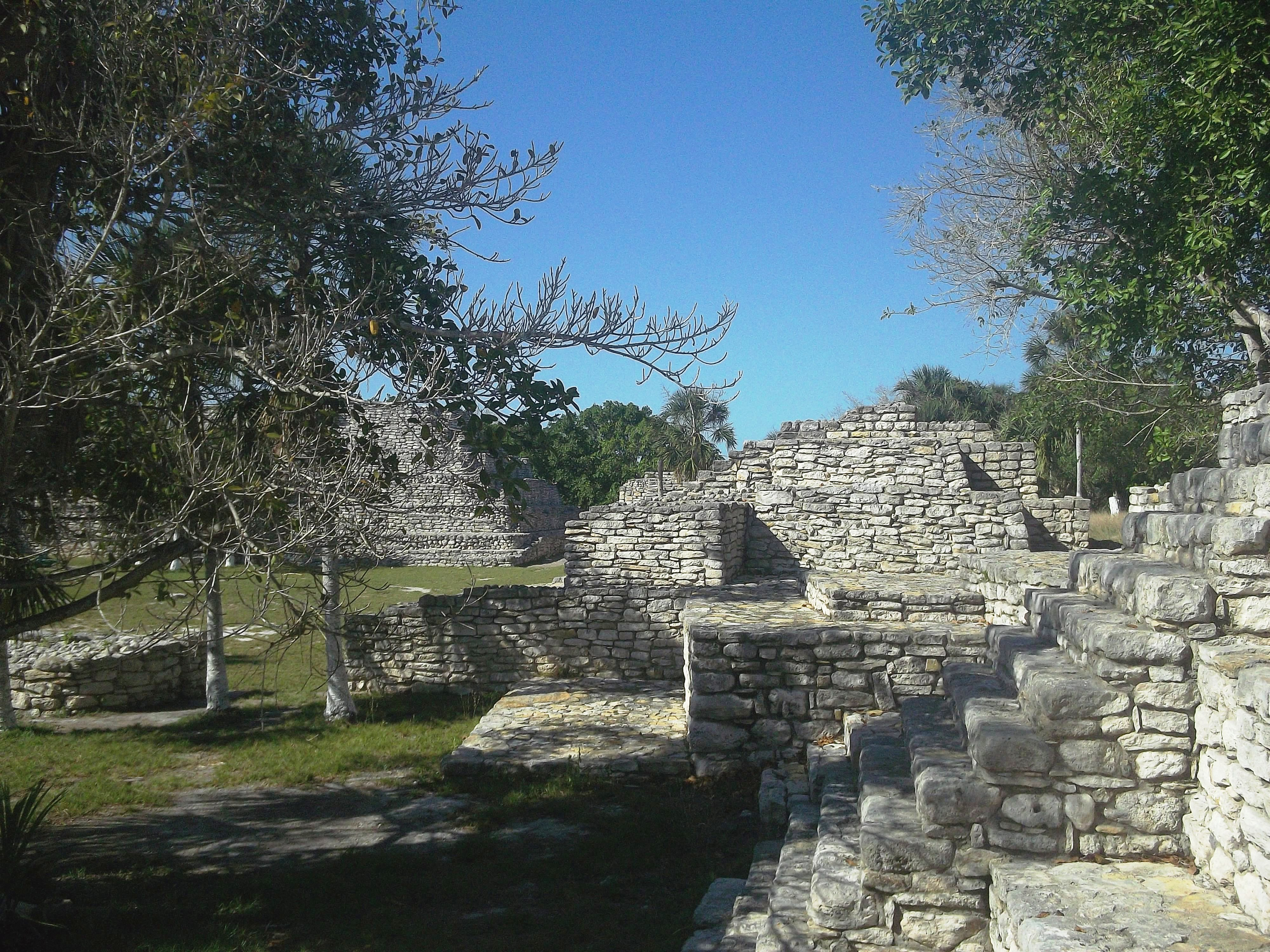
Templo de la Cruz. y Templo de los Sacrificios.
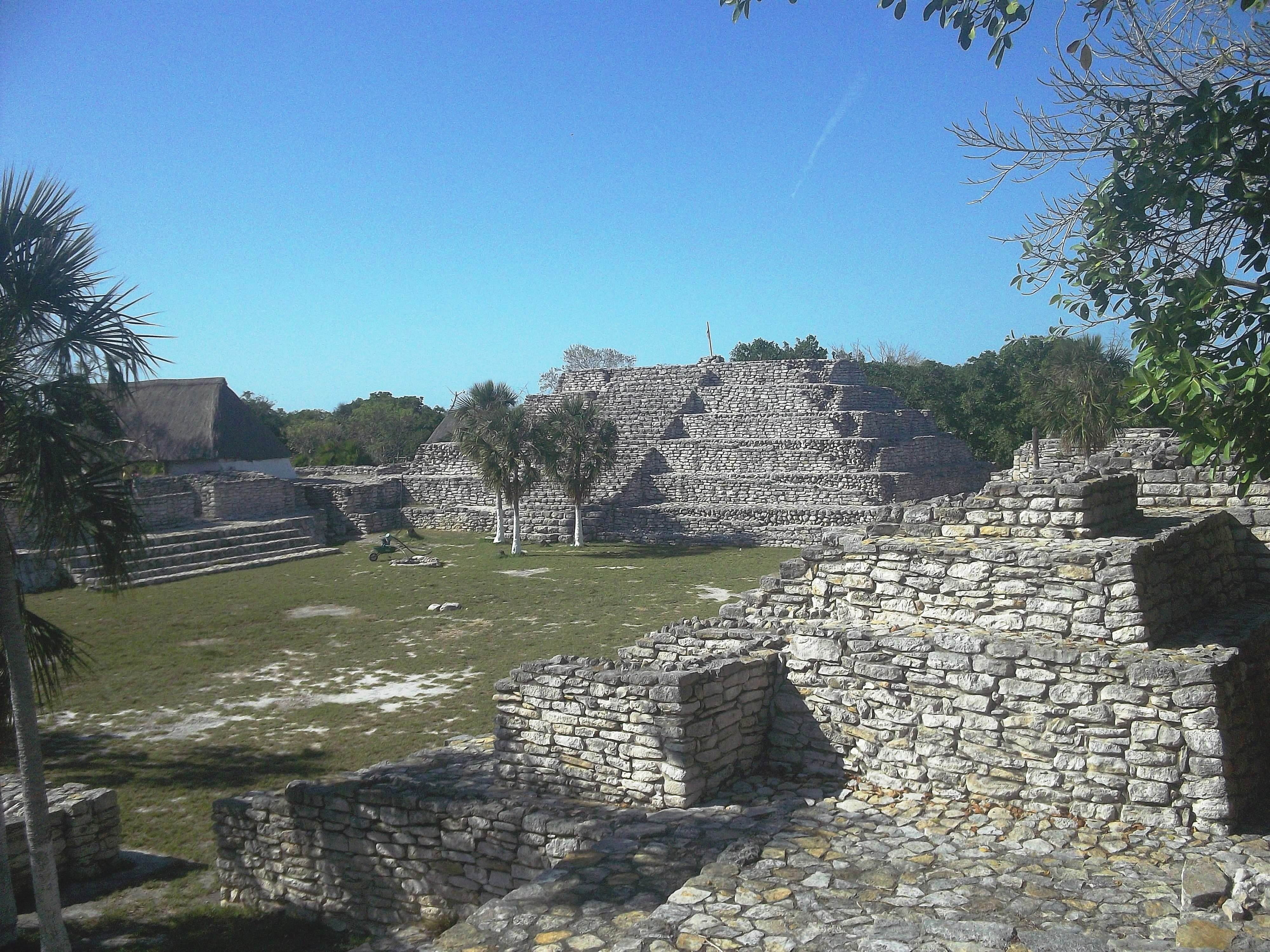
Templo de la Cruz.
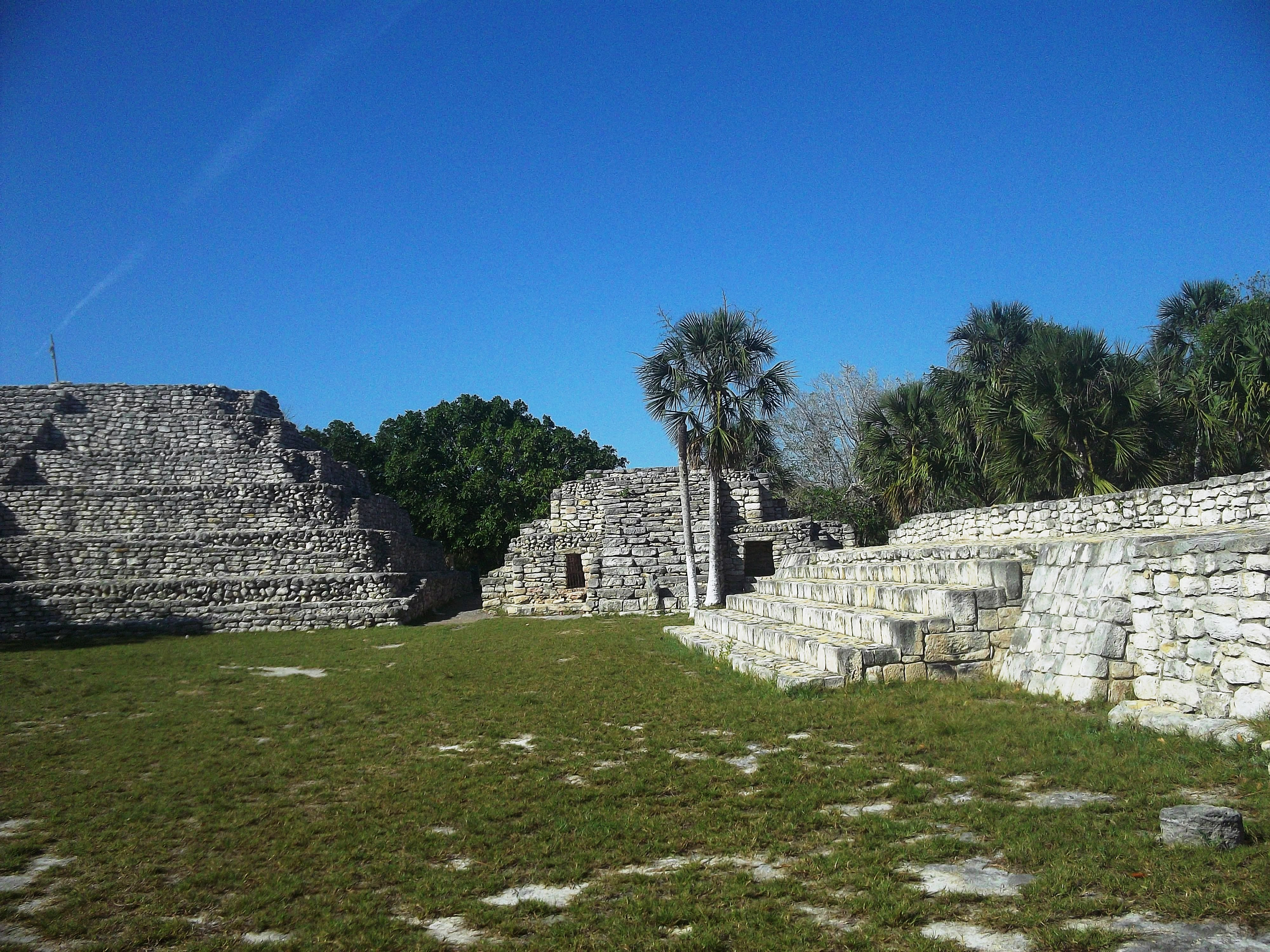
Templo de los Sacrificios.
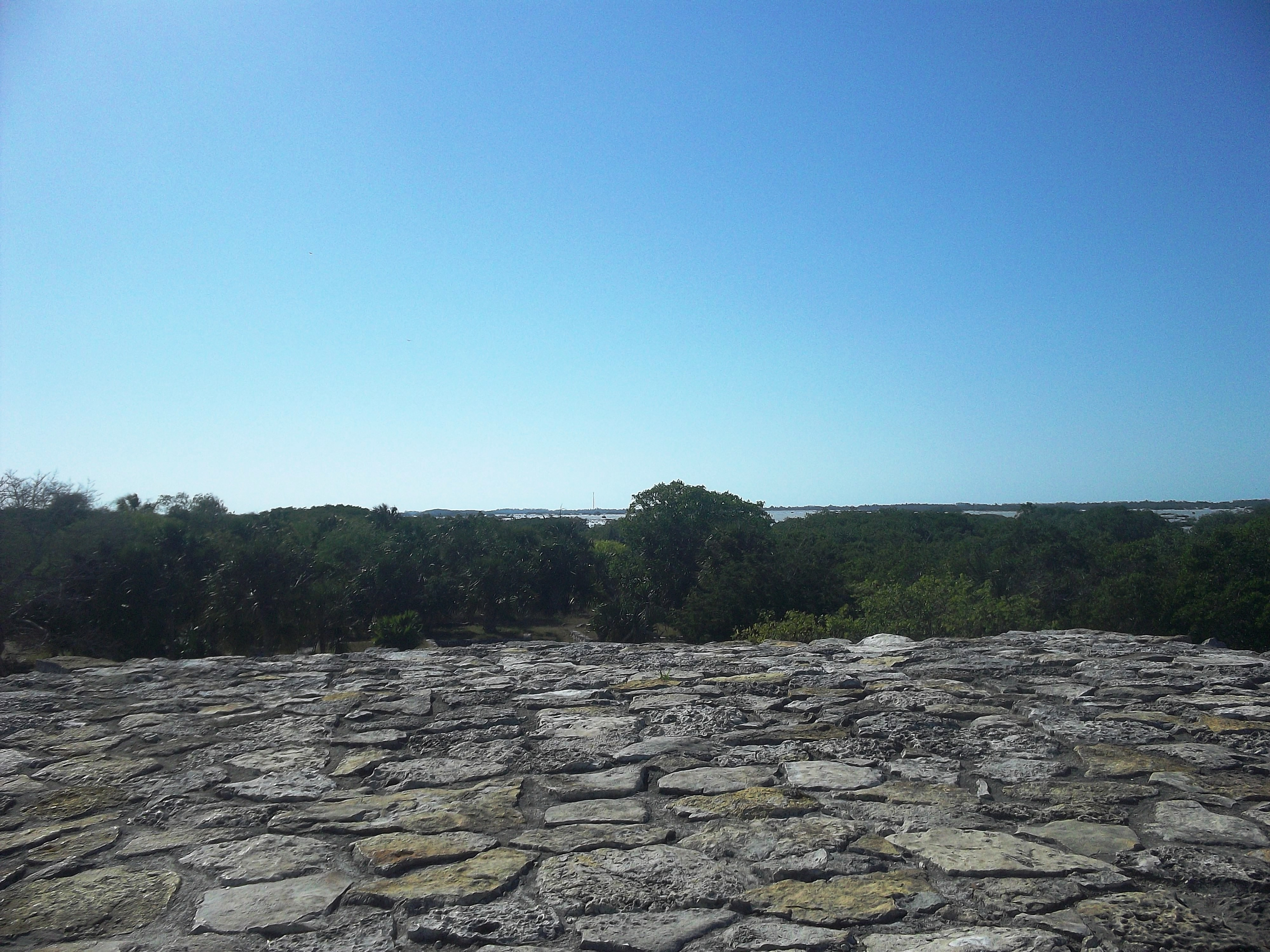
Laguna y manglares.
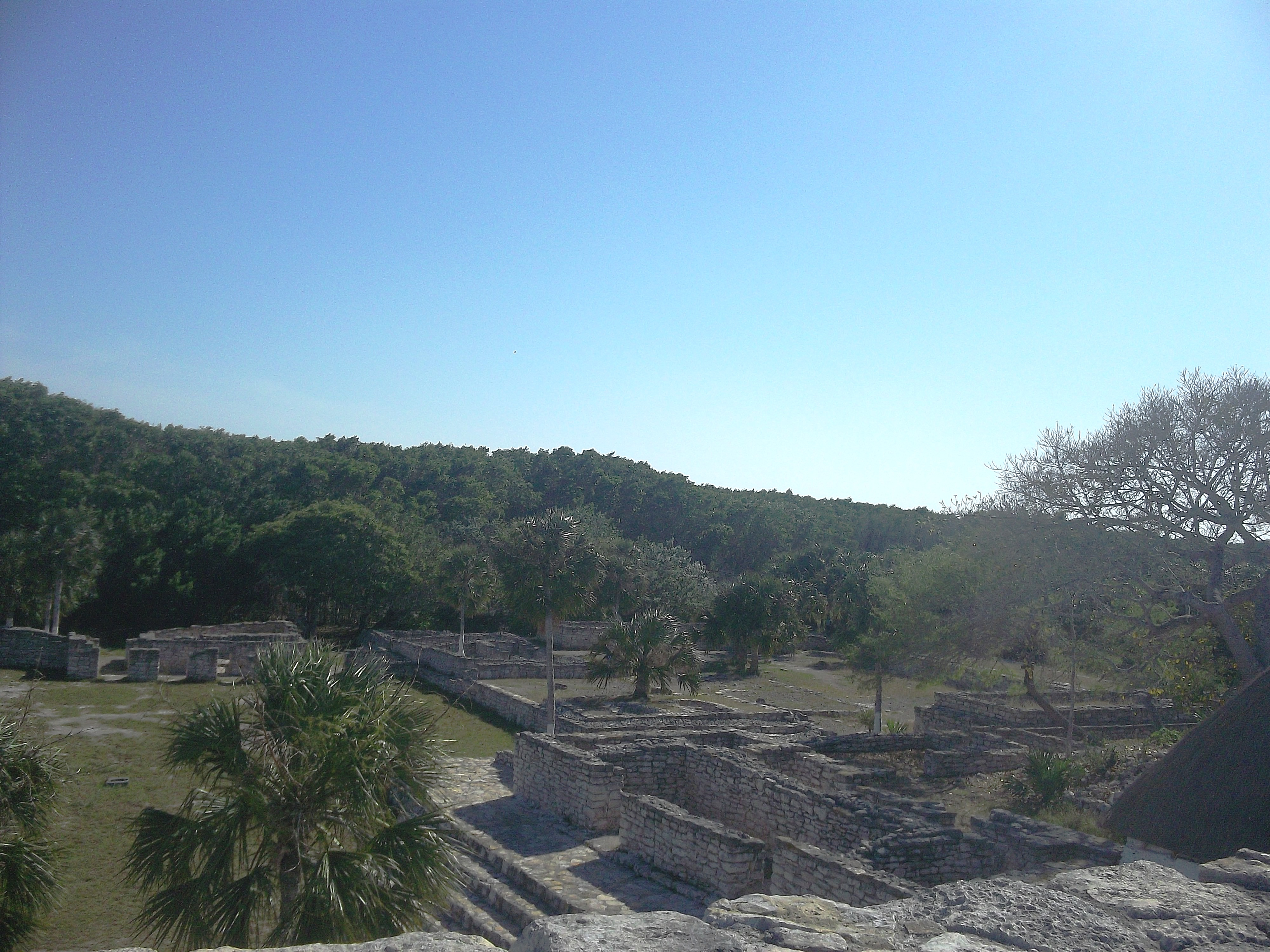
Unidad residencial.
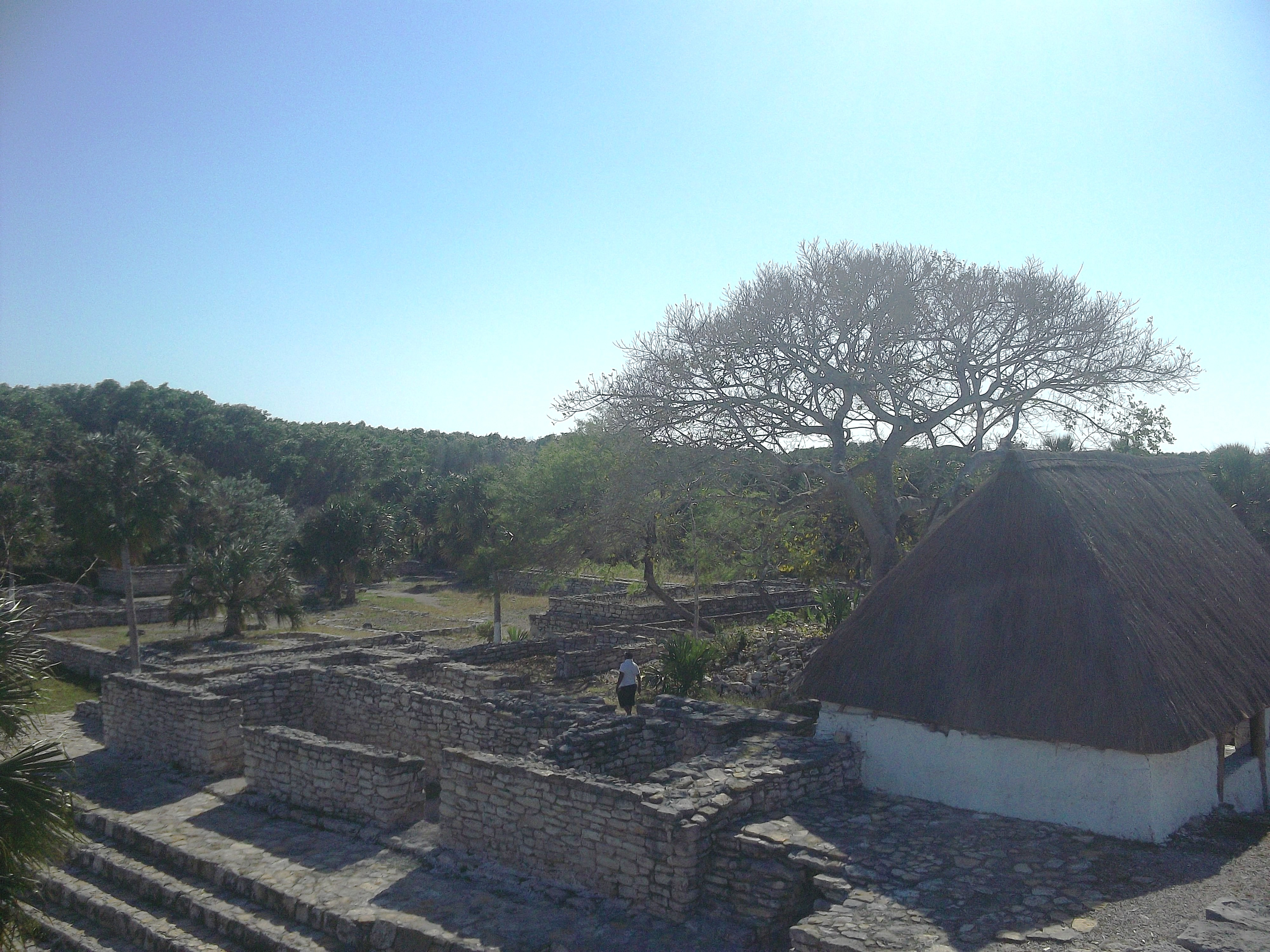
Templo de la Virgen.
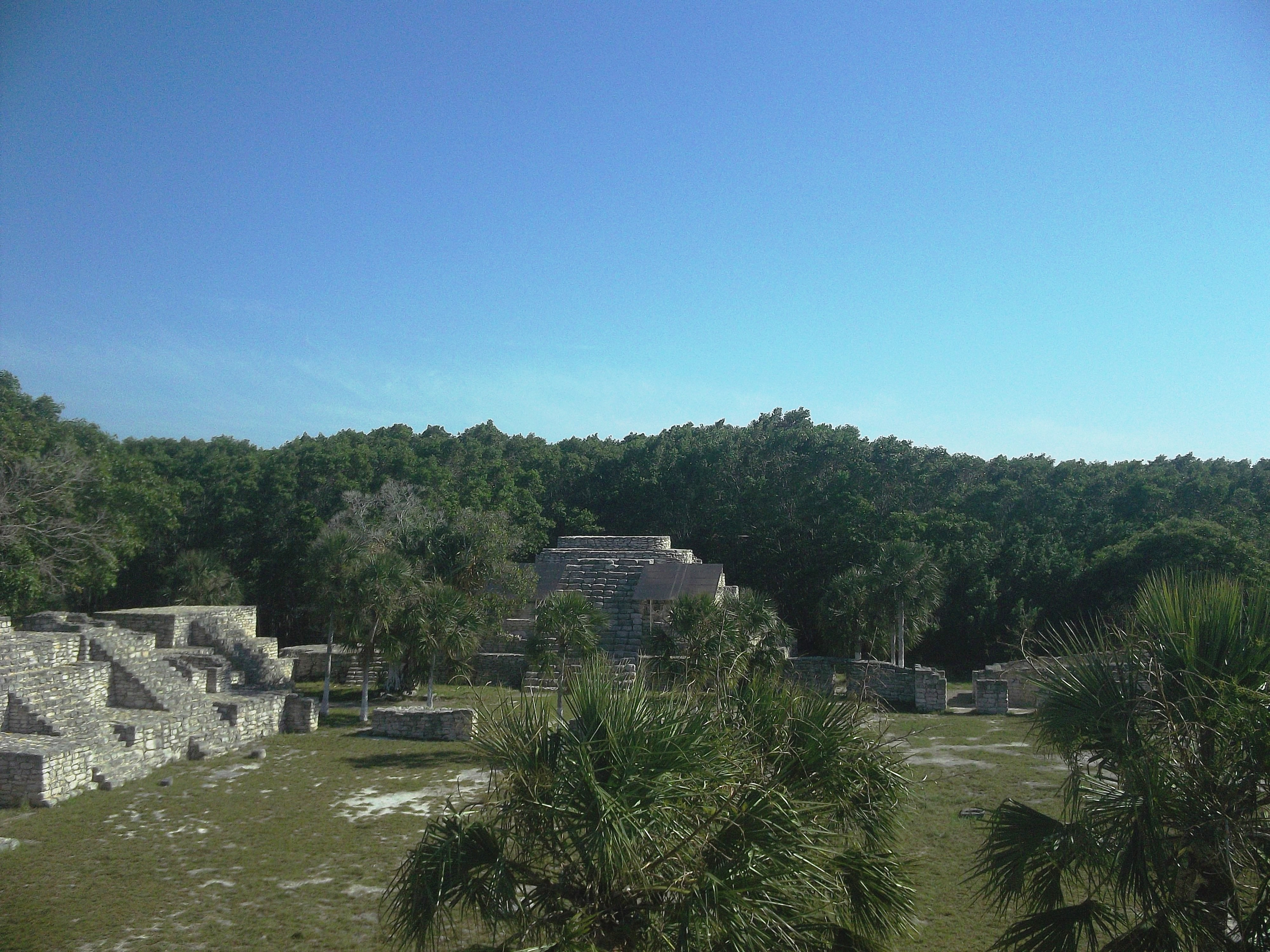
Templo de los Mascarones.
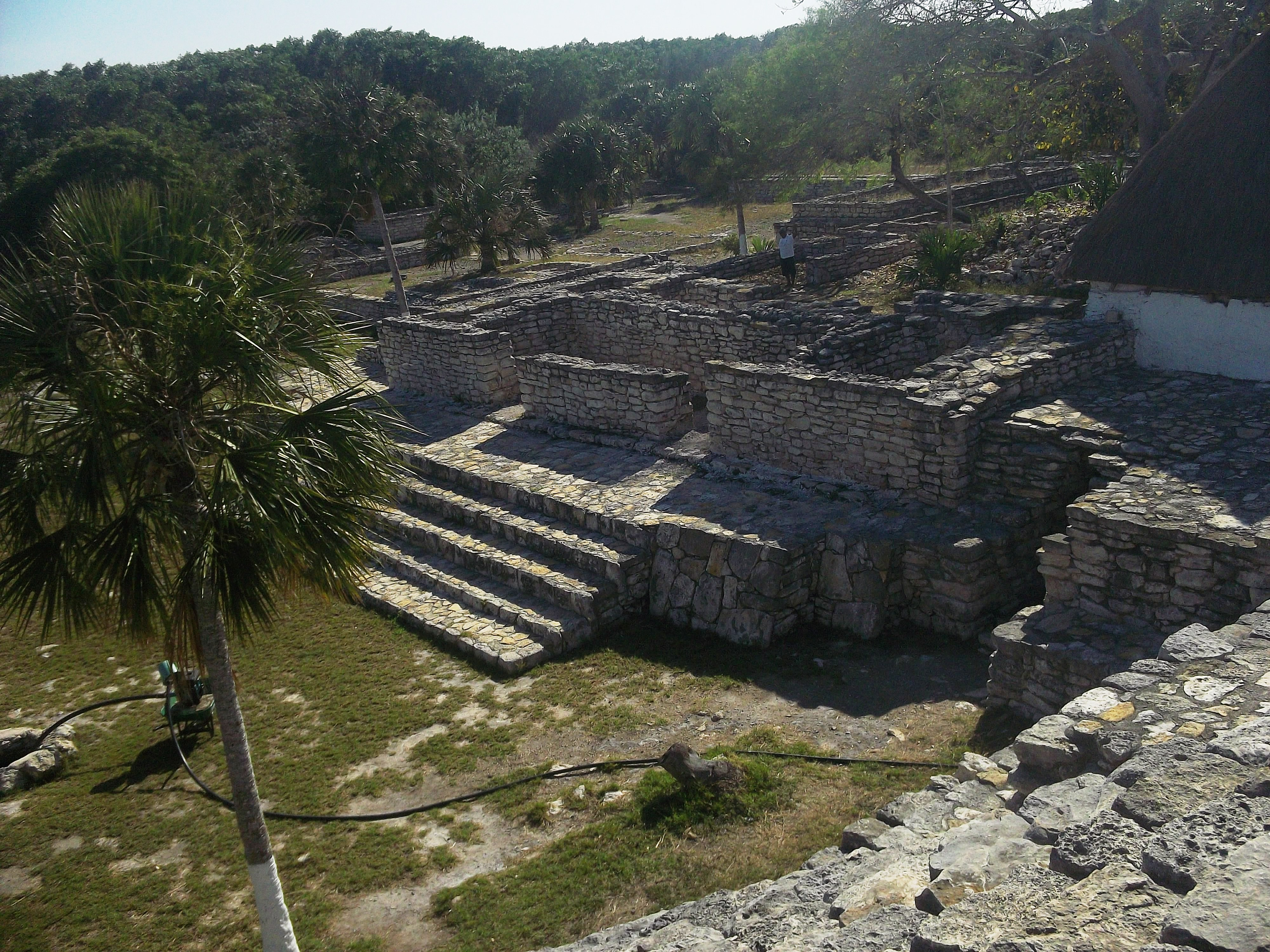
Unidad residencial.
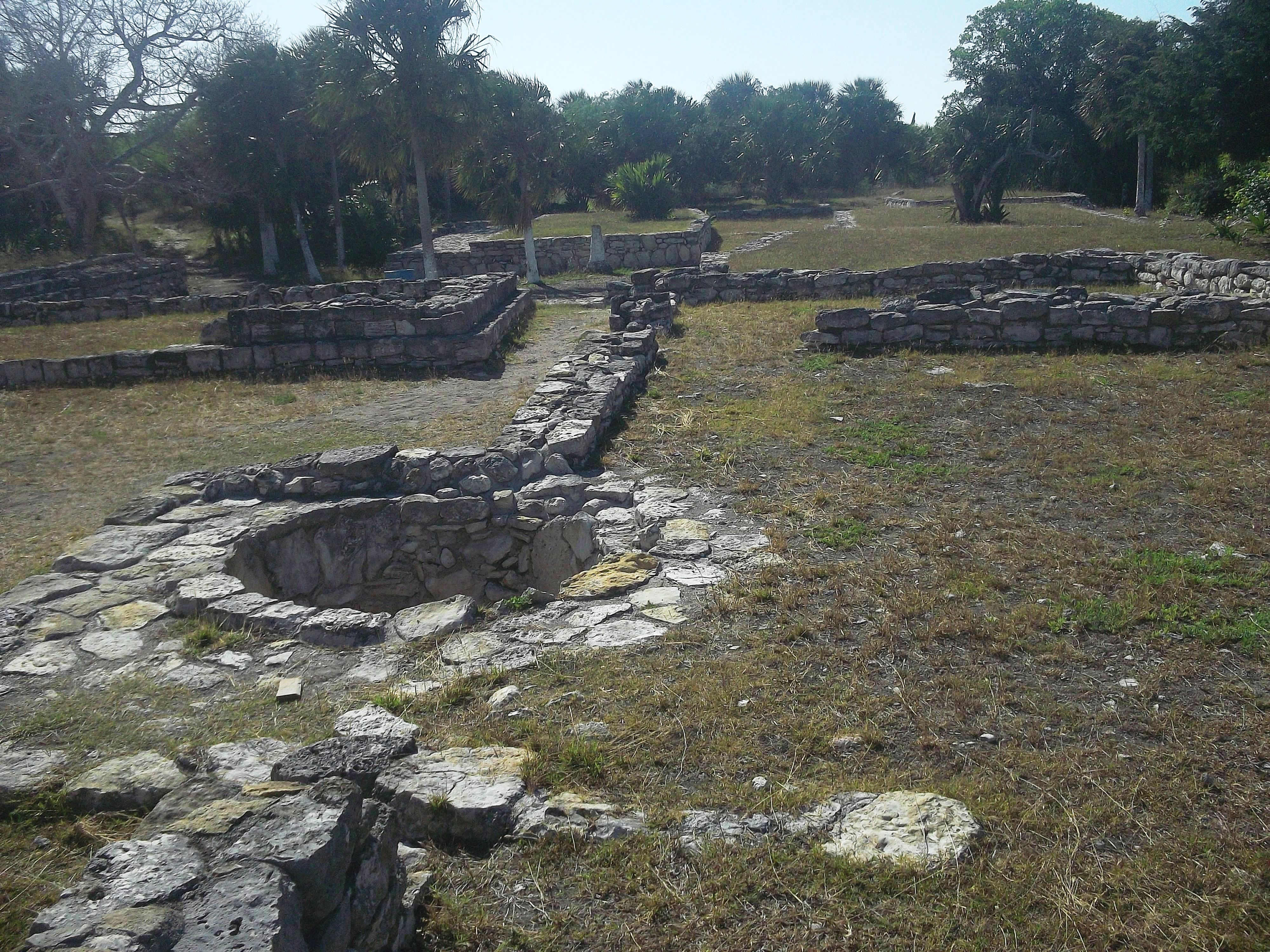
Probable depósito de sal.
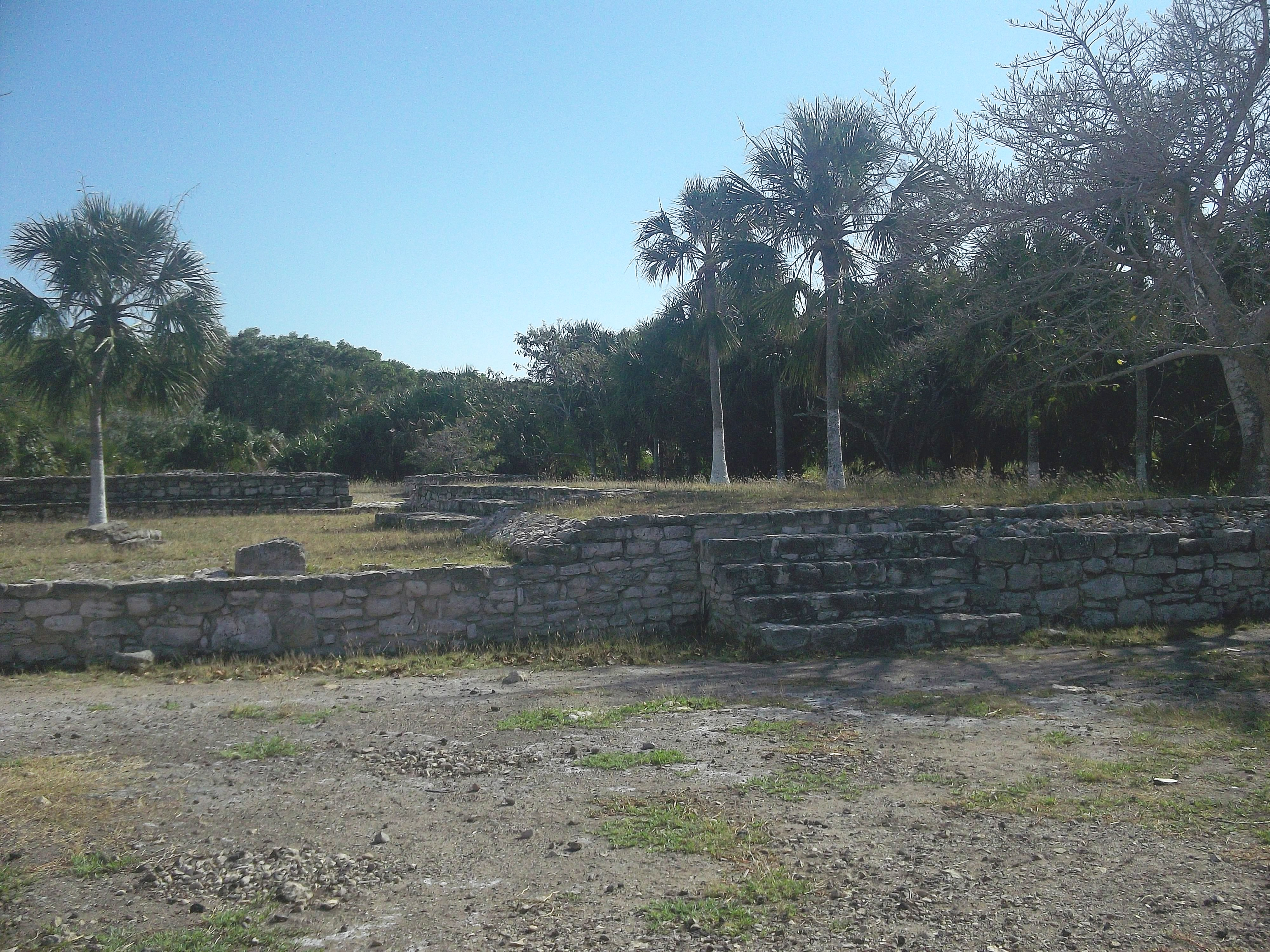
Unidad residencial.
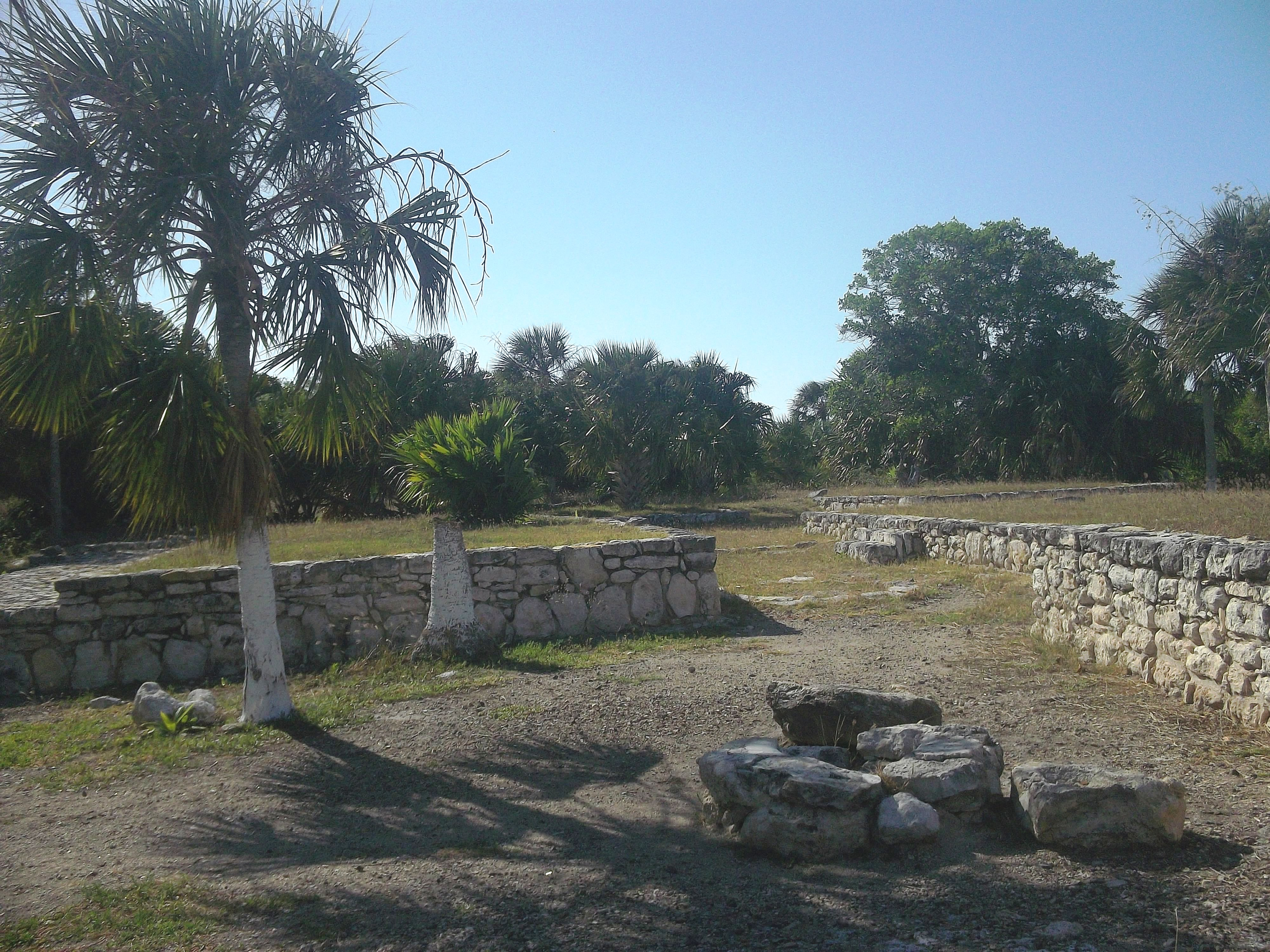
Unidad residencial.
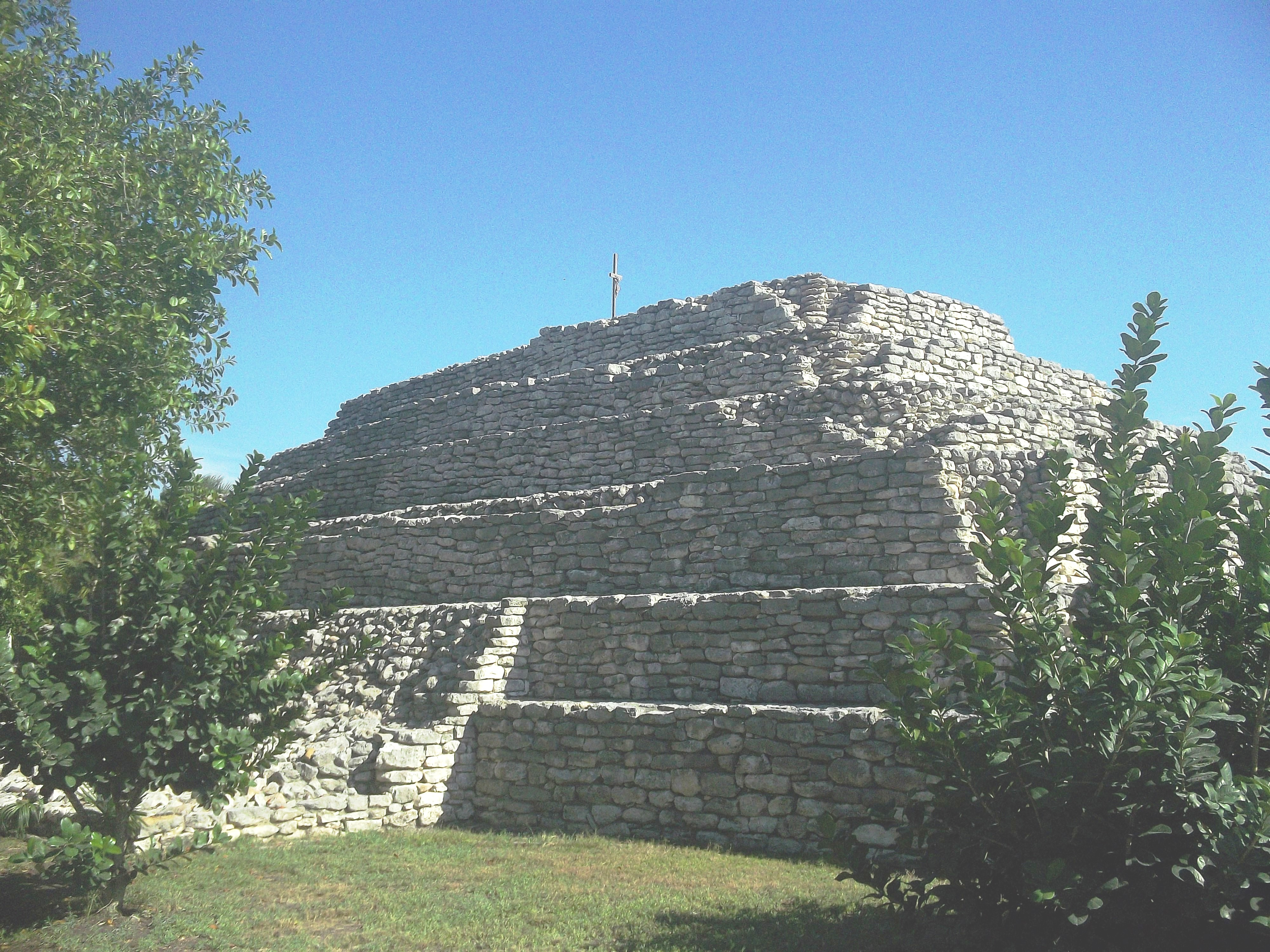
Templo de la Cruz.
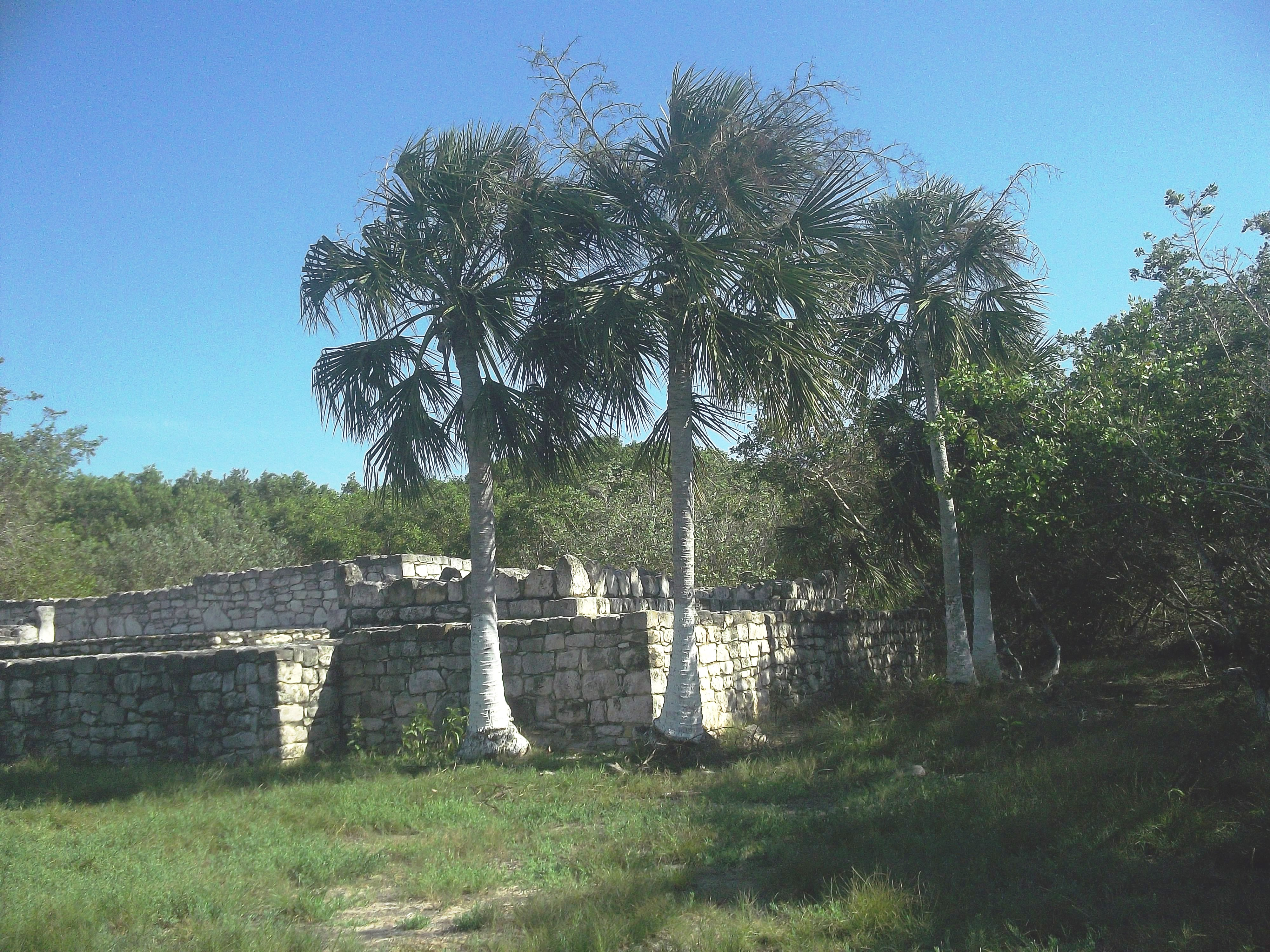
Estructura.